# 저지능
저지능(Stopping power)은 무기(일반적으로 화기와 같은 원거리 무기)가 목표물(인간 또는 동물)을 무력화시키거나 움직일 수 없게 만드는 능력이다. 저지능은 궁극적으로 죽음이 발생하는지 여부에 관계없이 목표물을 정지시키는 무기의 능력에만 관련된다는 점에서 치명성과 대조된다. 가장 큰 저지능을 가진 탄약통이 무엇인가에 대해서는 논쟁의 대상이다.
저지능은 발사체(탄알, 산탄, 슬러그탄)의 물리적 특성 및 말단 동작, 표적의 생물학 및 상처 위치와 관련되지만 문제가 복잡하여 쉽게 연구되고 있지 않다. 구경이 더 큰 탄약은 일반적으로 총구 에너지와 운동량이 더 크기 때문에 전통적으로 더 높은 제동력과 관련이 있지만 관련된 물리학은 다인자적이며 구경, 총구 속도, 총알 질량, 총알 모양 및 총알 재질이 모두 탄도에 기여한다.
많은 의견 차이에도 불구하고, 저지능에 대한 가장 인기 있는 이론은 일반적으로 총알의 힘에 의한 것이 아니라 총알의 상처 효과에 의해 발생한다는 것이다. 다른 일반적인 이론은 총알의 에너지와 정수압 충격 및 운동 에너지 침전과 유사한 에너지 전달을 포함하여 신경계에 미치는 영향에 더 중점을 둔다.